# Ewa Larysa Krause
Ewa Larysa Krause (née le 4 janvier 1975 à Koszalin - morte le 12 janvier 1997 à Siedlec Duży) est une judoka polonaise.

## Carrière
Elle rentre au club de Gwardia Koszalin à l'âge de 13 ans. Trois fois championne de Pologne, elle se place cinquième aux Jeux olympiques d'été de 1996 à Atlanta. Elle réalise son plus grand succès, en 1994 à Gdańsk dans sa Poméranie natale, aux Championnats d'Europe où elle remporte la médaille d'or.
Elle fonde un club de judo, l'UKS "Tori" au groupe scolaire de Dąbrowa près de Koszalin.
Ewa Krause meurt dans un accident de voiture le 12 janvier 1997.

## Postérité
- Le groupe scolaire de Dąbrowa porte le nom d'Ewa Larysa-Krause
- Au Cimetière Central de Szczecin se trouve une plaque commémorative qui lui est dédiée
- Un tournoi international de judo en sa mémoire se déroule à Dąbrowa chaque année
- Un rond-point portant son nom se trouve à Koszalin

## Palmarès

### Championnats d'Europe
- Médaille d'Or lors des Championnats d'Europe 1994 à Gdańsk (Pologne)
- Médaille de Bronze lors des Championnats d'Europe 1995 à Birmingham (Royaume-Uni)

### Championnats de Pologne
- Médaille d'Or aux Championnats de Pologne 1993, 1995 et 1996

### Divers
- Médaille d'Argent lors des Championnats d'Europe juniors en 1991
- Médaille d'Or lors des Championnats d'Europe juniors en 1992
- Médaille d'Or lors du Festival olympique de la jeunesse européenne en 1991